# Karl Schüßler
Karl Schüßler (* 19. März 1924 in Willingen, Hessen; † 7. Januar 2023 ebenda) war ein deutscher Skilangläufer.

## Werdegang
Karl Schüßler beantragte am 20. Mai 1942 die Aufnahme in die NSDAP und wurde zum 1. September desselben Jahres aufgenommen (Mitgliedsnummer 9.115.096). Er nahm bei den Olympischen Winterspielen 1952 als erster Athlet des SC Willingen teil. Er startete im Rennen über 50 Kilometer, konnte es jedoch nicht beenden.
Nach dem Ende seiner sportlichen Karriere war er als Hotelier in Willingen tätig. Der SC Willingen ernannte ihn zu seinem Ehrenmitglied.